# 6-я армия (Япония)
6-я армия (яп. 第6軍 Дай-року гун) — воинское подразделение японской Императорской армии.
Сформирована в составе Квантунской армии 4 августа 1939 года в Маньчжоу-го под командованием генерала Огису.
Предназначалась для охраны восточных границ от возможных действий РККА.
Принимала активное участие в боях на Халхин-Голе, во время которых понесла серьезные потери. Затем переведена под Хайлар, (Внутренняя Монголия), где в течение японо-китайской войны была местом формирования и обучения новых частей.
26 января 1945 года 6-я армия была переподчинена Экспедиционной армия в Китае отправлена в южном направлении для усиления японских войск в стратегическом районе Ухань-Чанша, ослабленных переводом некоторых частей для участия в операции «Ити-Го».
После капитуляции Японии армия была расформирована в Ханчжоу (провинция Чжэцзян, Китай).